# Тамар Бракстон
Тамар Естин Бракстон (енгл. Tamar Estine Herbert, Севрен, 17. март 1977) америчка је певачица, глумица и телевизијска личност. 
Каријеру је започела 1990. године као део музичке ритам и блуз групе Бракстонове, коју је основала са сестрама. Бракстонове су објавиле први албум под називом So Many Ways и убрзо након тога престале да функционишу као група. Године 2000. Тамар је потписала уговор са Дримвокрс рекордсом и објавила албум под називом Tamar, који није доживео комерцијални успех. Године 2011. Тамар је заједно са сестрама учествовала у ријалити емисији под називом Породичне вредности Бракстонових.
Након тринаест година паузе, Тамар је објавила други студијски албум, под називом Love and War (2013) за издавачку кућу Епик рекордс. Албум је доживео велики комерцијални успех, добио три номинације за Греми награду. Трећи студијски албум Тамар под називом  објављен је 2015. године и доживео је умерен комерцијални успех, а албумски сингл If I Don't Have You номинован је за Греми награду. Четврти студијски, Bluebird of Happiness певачица је објавила 2017. године и он је био на првом месту музичке листе Билборд. 
Била је домаћин емисије The Real телевизијске компаније Фокс, од 2013. до 2016. године. Године 2019. била је такмичарка у Велики брат ВИП ријалити емисији, а у финалу друге сезоне гласом жирија проглашена је победницом.
Тамар је током каријере петнаест пута номинована за Греми награду, освојила их четири, као и Бет награду, три Соул музичке награде и Дневну Еми награду.

## Биографија
Рођена је 17. марта 1977. године у Севрену. Њен отац Мајкл Бракстон био је методистички свештеник и радник у електроенергетској компанији, а мајка Евилин Џексон из Јужне Калифорније, бивша је оперска певачица и козметичарка. Тамар је најмлађа од шест браће и сестара, има брата Мајкла и четири сестре: Трејси Рене, Тованду Кло, Трину Евет и Тони Бракстон. Одгајани су у строго верском домаћинству, а њихов први сусрет са музиком било је певање у црквеном хору.
Године 2001. Тамар се удала за музичког продуцента Дарела Аламбија. Упознали су током рада на првом албуму Тамар, када је Дарел радио продукцију за њене песме Money Can't Buy Me Love и Once Again. Након две године брака, пар се развео. Током 2003. године Тамар је ступила у везу са Винсентом Хербертом, музичким продуцентом који је сарађивао са њеним сестрама. Венчали су се 27. новембра 2008. године, а 2013. године добили сина и назвали га Логан. У октобру 2017. године Тамар је поднела захтев за развод од Херберта и тражила старатељство над њиховим сином. У једној епизоди емисије The Real Тамар је открила да болује од витилига. Била је домаћин емисије The Real у периоду од 2013. до 2016. године. Дана 10. новембра 2015. године открила је јавности да је боловала од неколико плућних емболија и да је због тога морала да се повуче из музичког такмичења Плес са звездама.
Бракстонова има пето-окватни вокални опсег. Као уметнике који су доста утицали на њу, наводи Марају Кери, Витни Хјустон, Дајану Рос, Ким Бурел и старију сестру Тони.
У новембру 2014. године ласнирала је линију одеће и обуће под називом Тамар колекција.

## Каријера

### 1989—1999: Почетак каријере
Бракстонова и њене четири сестре (Трејси, Тованда, Трина и Тони) почеле су да наступају у групи Бракстонове крајем осамдесетих година, а имале су уговор са издавачком кућом Ариста рекордс од 1989. године. Њихов први сингл под називом  објављен је 1990. Иако песма није била успешна привукла је пажњу музичких продуцената ЛА Рејда и Бејбифејса. Године 1991. када су музичари Ла Реид и Бејбифес формирали ЛаФејс рекордс, Тамар је заједно са својим сестрама потписала уговор са издавачком кућом. Године 1993. потпредседник компаније Брајан Реид потписао је уговор са Бракстоновима, међутим група никада није издала албум нити сингл за његову компанију. Након што је Реид прешао у Атлантик рекордс, са њим су за исту издавачку кућу потписале и Бракстонове.
Тамар, Трина и Тованда су 1996. године објавиле албум So Many Ways који је био на двадесет и шестом месту Билбордове листе Ритам и блуз/хип-хоп албума. Истоимени сингл се нашао на осамдесет и трећем месту Билборд хот 100 листе и на тридесет и другом месту листе најбољих синглова у Уједињеном Краљевству. Тамар и њене сестре биле су гошће на европској турнеји њиховог брата Тонија Бракстона. Бракстонове су се раздвојиле након што је Тамар одлучила да настави соло каријеру, потписавши уговорса Дримворкс рекордском 1998. године.

### 2000—2013: Проблеми са издавачким кућама и телевизијски деби
Тамар је под окриљем Дримвокрс рекордса снимила први студијски албум, . На албуму се налазе синглови Let Him Go и Just Cuz који је требало да привуку пажњу јавности, али нису успели да постигну комерцијални успех и да се пласирају на музичке листе, па је објављивање албума отказано. Током 2000. године Тамар се појавила у филму Љубав према теби. Након тога Дримвокрс рекордс је са Тамариног необјављеног албума склонио три песме, додао нове и преименовао га у Tamar. Водећи албумски сингл под називом Get None продуцирао је Џермејн Дупри, а на њој је помоћни вокал била певачица Миа. Након што је песма доживела комерцијални успех, Тамар је најавила објављивање албума и снимила други албумски сингл под називом If You Don't Wanna Love Me. Албум је објављен 21. марта 2000. године на аудио касети и компакт диск издању и на њему се налази четрнаест песама. Продукцију албума радили су Миси Елиот, Тим & Бок, Трики Стјуарт, али албум није доживео велики успех, био је на сто двадесет и седмом месту америчке музичке листе Билборд 200. Након што њен други сингл није постигао успех, издавачка кућа Дримворкс рекордс је раскинула уговор са Тамар. Године 2001. Тамарина претходно необјављена песма Try Me појавила се у филму Kingdom Come. Након тога певачица је почела да ради са сестром Тони на великом броју песама и музичких спотова, укључујући и видео за песму He Wasn't Man Enough. Тамар је у том периоду писала песме и певала позадинске вокале на албумима сестре Тони, The Heat (2000), Snowflakes (2001), More than a Woman (2002), Libra (2005) и Pulse (2010). 
До 2004. године Тамар је потписала уговор са Казабланка рекордсом и почела рад на другом албуму, под називом Grindin, под утицајем сингла "I'm Leaving. Исте године објавила је још један сингл, али се пословање Казабланка рекордса променило, што је ометало завршетак њеног албума, а певачица је након тога напустила издавачку кућу.
Године 2010. Тамар је потписала уговор са музичком корпорацијом Јуниверсал мјузик груп и након тога објавила сингл The Heart In Me који се нашао на музичкој компилацији под називом Adidas 2: The Music compilation. У јануару 2010. године у медијима је отврђено да је Тамар, зајерно са сестрама и мајком потписала уговор за снимање емисије Породичне вредности Бракстонових. Емисија је почела да се емитује 12. априла 2011. године. Дана 15. децембра 2011. године потврђено је да ће Бракстонова заједно са супругром Винсентом глумити у сопственом ријалити филму, који се бави њеним животом, соло каријером и њиховим брачним животом. У новембру 2011. Тамар је извела песму Love Overboard на Соул музичким наградама у част Гледис Најт која је добила „Награду за животно дело”. У септембру 2012. године у медијима се појавила вест да је Тамар склопила уговор о снимању са издавачком кућом Стримлајн рекордс под окриљем Интерскоп рекордса, који је основао Винсент. Касније истог месеца њен телевизијских шоу Тамар и Винс приказан је премијерно на телевизијском каналу We, а у прва сезона укључује сцене током снимања њеног другог албума. Током интервјуа за емисију Добро јутро Америко, 13. марта 2013. године, Тамар је објавила да је трудна и промовисала нову сезону емисије Породичне вредности Бракстонових. У марту 2013. године откривено је да је Тамар потписала уговор за издавачку кућу Епик рекордс, пре објављивања другог студијског албума под називом . Водећи албумски сингл под називом  објављен је 6. децембра 2012. године, доживео је комерцијални успех и провео девет недеља на првом месту Ритам и блуз листе за одрасле. Сингл је такође био први на америчкој Ајтјунс листи, педесет и седми на Билборд хот 100 листи и тринаести на Хот ритам и блуз/хип-хоп листи. Тамар је објавила песму The One као други албумски сингл, 7. маја 2013. године и он је био на тридесет и четвртом месту Хот ритам и блуз/хип-хоп листе. Трећи сингл, под називом  објављен је 21. августа 2013. и био је на деведесет и шестом месту листе Билборд хот 100 и тридесет и седмом месту Хот ритам и блуз/хип-хоп листе. Албум  објављен је 3. септембра 2013. године и доживео је комерцијални успех у Сједињеним Државама, где је продат у 114.000 примерака током прве недеље од објављивања, дебитовао је на другом месту листе Билборд 200 и првом месту листе Топ ритам и блуз/хип-хоп албума. Ван Сједињених Државама, албум је био на тридесет и четвртом месту ритам и блуз листе Уједињеног Краљевства.
Друга сезона емисије Тамар и Винс премијерно је објављена 5. септембра 2013. године и у њој се радња фокусирала на припреме за рођење бебе и снимање албума Love and War. Албум са божићним песмама под називом Winter Loversland Тамар је објавила 11. новембра 2013. године и он је дебитовао на четрдесет и трећем месту Билборд 200 листе, са 8.000 продатих примерака током прве недеље од објављивања. У децембру 2013. Бракстонова је добила три номинације на 56. додели Греми награда.

### 2014—данас: Поновно окупљање Бракстонових и сценски деби
Дана 25. фебруара 2014. године објављен је ремикс сингла Робина Трикија под називом For the Rest of My Life, на којем је гостовала и Тамар. Трећа сезона емисије Тамар и Винс премијерно је објављена у октобру 2014. године и садржи десет епизода. Нови сингл Тамар под називом Let Me Know снимила је са репером Футуром и објавила 6. октобра 2014. године. Песма је била на другом месту листе Billboard Twitter Real-Time, где је доспела за мање од сат времена након што је Тамар песму објавила на SoundCloud налогу, а 7. октобра била је на првом месту. Сајт Billlboard.com песми је дао оцену 4/5 у категорији „Најбољи и најгори синглови недеље”, у другој недељи октобра. У исто време, Тамар је са сестрама Тони и Трином гостовала на музичком споту сестре Трејси, под називом . Дана 27. маја 2015. године Тамар је објавила сингл под називом If I Don't Have You, а он је био на шестом месту Ритам и блуз музичке листе у Сједињеним Државама. Нови албум Бракстонове под називом  објављен је 2. октобра 2015. године и био је на другом месту Топ ритам и блуз/хип-хоп листе албума. У септембру 2015. године објављено је да ће Бракстонова бити једна од познатих личности која ће се такмичити у 21. сезони Плеса са звездама.. Након тога, 10. септембра исте године објавила је сингл под називом Catfish, он се нашао на албуму Calling All Lovers, а 18. септембра објавила је сингл Angles & Demons. У октобру 2015. године група Бракстонове, укључујући Тони, Тамар, Трејси, Трину и Тованду, објавила је нови материјал под називом . Дана 11. новембра 2015. године Тамар је објавила информацију да се повлачи из такмичења Плес са звездама, због здравствених проблема. Албум Braxton Family Christmas се 21. новембра 2015. нашао на двадесет и седмом месту музичке Билборд листе Ритам и блуз/хип-хоп албума, на десетом месту Ритам и блуз САД листе и дванаестом месту САД Топ празничних албума. На музичкој листи Heatseekers Albums албум Braxton Family Christmas био је на четвртом месту, 12. децембра 2015. године. Дана 7. децембра 2015. Тамар је освојила номинацију за Греми награду, за песму If I Don't Have You , на 58. додели Греми награда..
Дана 22. маја 2016. године у медијима је саопштено да Бракстонова више неће бити домаћин емисије The Real. У јуну 2016. године Тамар је потврдила да је добила отказ у јутарњој емисији Стива Хаврија, као и да није добила обавештење о томе, нити јој је речено који је разлог отказа. Након тога Стив Харви је објавио информацију да је потписао Бракстоновој уговор о продуцирању сопстрвене емисије и ТВ серије. У априлу 2017. године објављено је да је Тамар напустила Епик рекордс и потписала са компанијом Ентертејмент мјузик, уговор од милион америчких долара. Дана 27. априла 2017. године објавила је песму My Man и тако најавила пети студијски албум, . Песма је била на трећем месту америчке Ритам и блуз листе за одрасле. У камео улози у ТВ серији In the Cut појавила се 25. јула 2017. године. Албум  објављен је 29. септембра 2017. године преко Логан рекордса и Ентертејмент мјузика, а песма Blind била је други албумски сингл. У новембру 2017. године гостовала је на песми No Choice репера Bless1, која се нашла на његовом албуму . У марту 2018. године Тамар је заједно са сестром Товандом гостовала у музичком споту за песму Long as I Live, од Тони Бакракстон. Године 2018. Тамар се појавила у телевизијској емисији Hip Hop Squares. Дана 28. марта 2018. године заједно са Тодриком Халом снимила је песму National Anthem која се нашла на његовом албуму . У октобру 2018. гостовала је у представи под називом Redemption Of A Dogg, заједно са Снуп Догом. Дана 24. новембра 2018. године Тамар је објавила спот за песму , која се налази на њеном албуму . Истог дана објавила је спот за песму Love It са албума . Наредног дана објавила је спот за песму Wanna Love You Boy, а три дана касније за песму , која се налази на њеном албуму Love and War из 2013. године.
Дана 13. јануара 2019. године, потврђено је да ће се Тамар појавити у другој сезони америчке ријалити емисије Велики брат ВИП. Емисије се премијерно приказала на Си-Би-Ес телевизијскок каналу 21. јануара 2019. године, трајала је до 13. фебруара исте године, а Тамар је проглашена победницом.

## Дискографија
Студијски албуми
- (2000)
- (2013)
- (2013)
- (2015)
- (2017)